# الحجريون

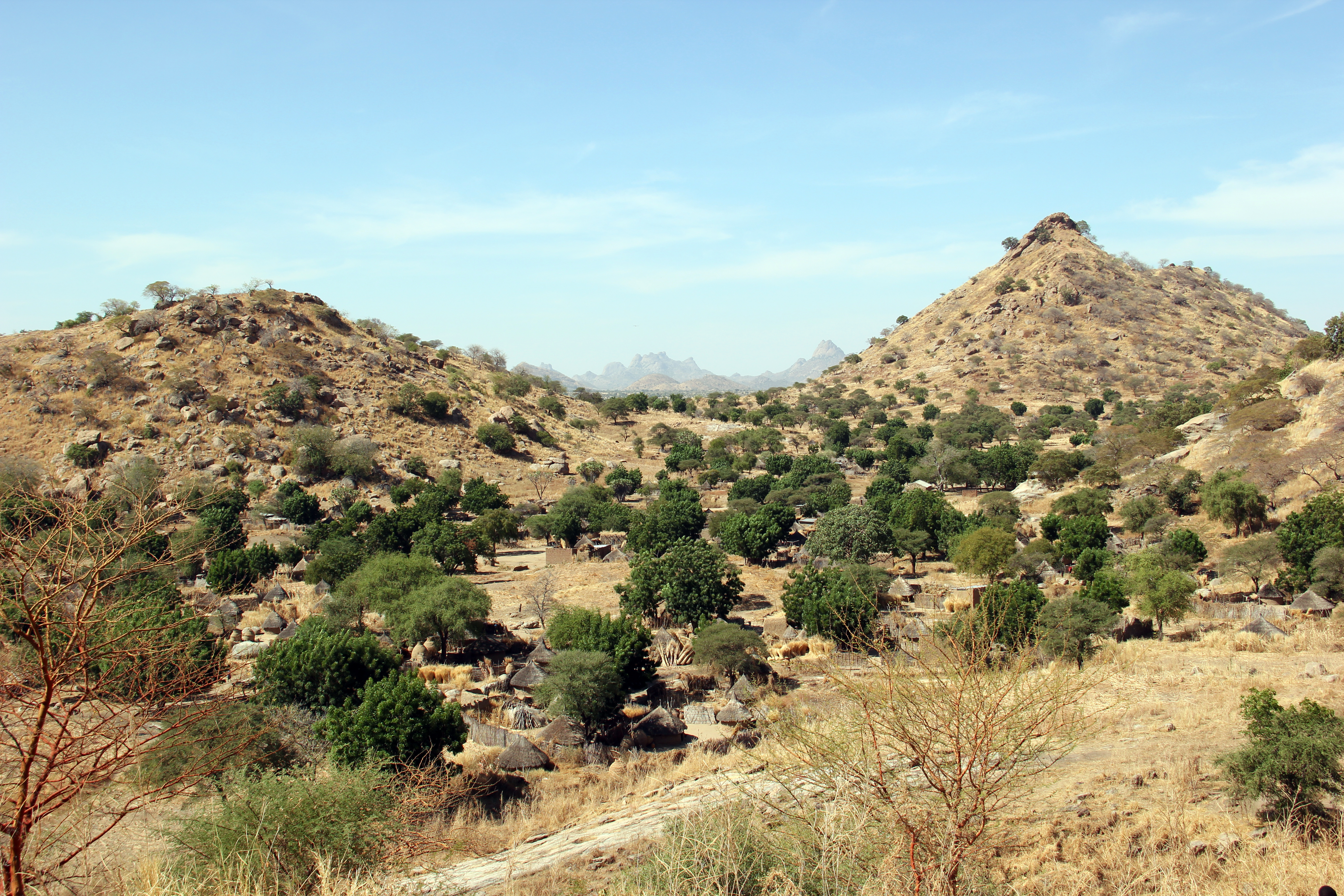
منظر طبيعي من الجرانيت في قيرا وسط تشاد.

الحجريون هم جماعة من نحو خمسة عشر قوما نسبتهم 6.7 في المائة من سكان تشاد، أي أكثر من 150000 نسمة. ويقيمون في منطقة قيرا الجبلية.